# Castillo de Petrer
Castillo de Petrer är ett slott i Spanien.   Det ligger i provinsen Provincia de Alicante och regionen Valencia, i den sydöstra delen av landet, 300 km sydost om huvudstaden Madrid. Castillo de Petrer ligger 503 meter över havet.
Terrängen runt Castillo de Petrer är kuperad österut, men västerut är den platt. Runt Castillo de Petrer är det ganska tätbefolkat, med 192 invånare per kvadratkilometer. Närmaste större samhälle är Elda, 2,2 km väster om Castillo de Petrer. Omgivningarna runt Castillo de Petrer är i huvudsak ett öppet busklandskap.